# Dragonsphere
Dragonsphere — классическая компьютерная игра в жанре «квест», продолжающая традиции вышедшей в 1992 году Rex Nebular and the Cosmic Gender Bender.
К достоинствам игры можно отнести нетривиальный сюжет, хорошую графику, музыку и анимацию. Несмотря на сказочный антураж, неотъемлемой частью сюжета игры является проблема расизма. В игре возможен выбор из двух уровней сложности — от выбора уровня сложности зависит сложность некоторых игровых загадок, например, загадки с лабиринтом фей.

## Сюжет
Главным героем игры является Король Каллаш из королевства Gran Callahach, унаследовавший от отца не только трон, но и необходимость победить злого волшебника Санвэ, башня которого периодически появляется в землях Gran Callahach.
В прошлом придворный маг Нир-Том заточил Санвэ и близлежащие к башне земли в непроницаемую магическую сферу и создал артефакт Dragonsphere, находящийся в королевском замке Gran Callahach, показывающий состояние магического барьера. К сожалению, через 20 лет действие магической сферы начало прекращаться, и сразу же после коронации Король Каллаш был вынужден отправиться в поход, чтобы победить волшебника Санвэ, пока магический барьер окончательно не рассеялся.
Как выясняется, для победы над Санвэ необходимо собрать артефакты Камни силы (Power stones), два из которых находятся в королевствах Brynn-Fann и Soptus Ecliptus, а третий — в башне самого волшебника Санвэ. Однако, после победы над злым волшебником игра не заканчивается — выясняется, что главный герой — это не Король Каллаш, а безымянный представитель расы Shapechangers («Меняющие облик»), которому придворный волшебник Нир-Том придал облик короля и его собственная память заменена на память Короля Каллаша.
Под предлогом спасения настоящего короля от героической участи, король был усыплён и помещён в тюрьму замка, но после победы безымянного героя над Санвэ, королева-мать и не собиралась будить короля, вместо этого она решила посадить на трон его брата МакМорна. Сам же безымянный герой объявляется «вне закона», как вор и убийца Короля Каллаша, принявший его облик. Дальнейшей целью игрока становится восстановление справедливости и возвращение трона его законному владельцу.

## Герои игры
- Король Каллаш (King Callash) — молодой король, главный герой игры[2].
- Санвэ (Sanwe) — злой волшебник, один из антагонистов главного героя. Образ Санвэ не является однозначно негативным, скорее показан циничный, не считающийся ни с чем учёный, готовый на любые деяния ради науки.
- Нир-Том (Ner-Tom) — придворный волшебник королевства Gran Callahach.
- Лэйни де Саммерс (Llanie de Summers) — дочь одного из герцогов королевства, решившая помочь королю в его миссии. Спасает жизнь главному герою ценой своей собственной жизни, однако герой, использую свои способности Меняющего Облик возвращает её к жизни.
- Король Баттерфлай (The Butterfly King) — правитель расы Faerie, наиболее старый и мудрый её представитель.
- Калиф (Caliph) — правитель расы Soptus Ecliptus, питает слабость к национальной игре Soptus Ecliptus «Пески пустыни».
- Мать короля (Mother queen) — мать короля Каллаша, в тайне пытающаяся посадить на трон брата короля Мак Морна.
- Мак Морн (MacMorn) — брат короля Каллаша, мечтающий занять королевский трон.
- Королева (Queen) — королева, жена короля Каллаша.

## Расы
- Fair ones — общепринятое название в игре расы людей. Отличительная чертой людей — наиболее выраженная среди всех рас способность к размножению.
- Faerie — феи, населяющие королевство Brynn-Fann. Питают склонность к не всегда корректным шуткам и издевательствам над обычными людьми. Философы фей считают, что причина этому — желание выяснить пределы человеческих возможностей. Правителем расы является The Butterfly King.
- Soptus Ecliptus — раса гуманоидов-бедуинов с серой кожей и большими чёрными глазами, населяют королевство-пустыню Soptus Ecliptus. Правителем расы является Caliph. Обладают способностью к перемещению в Spiritual Plane (плоскость Духов), которую населяют ифриты и души людей.
- Shapechangers (меняющие облик) — раса гуманоидов, способных изменять свой облик, некоторые из представителей расы могут принимать чудовищный, гротескный облик. Населяют страну Slathan ni Patan. Для превращения представителям расы необходимо воспользоваться специальным артефактом, также они могут лечить и возвращать к жизни любые живые существа и самих себя. Являются главным объектом расовой нетерпимости и преследований в игре. Впоследствии выясняется, что главный герой на самом деле — представитель этой расы. Скорее всего, не имеет правителя или формального лидера.
- Shak — раса людей-птиц, обитающих в горах, в которых располагается башня Sanwe. Когда-то боги подарили предкам Shak антигравитационные пояса, дающие им способность летать. Неизвестно, благодаря ли этим поясам, или по какой-то другой причине, потомки приобрели внешность птиц с человеческой головой.

## Места
- Gran Callahach — королевство людей, правителем которого является молодой король King Callash.
- Brynn-Fann — королевство фей.
- Soptus Ecliptus — королевство-пустыня, которую населяет раса кочевников Soptus Ecliptus.
- Slathan ni Patan — страна shapechangers, отличающаяся крайне сюрреалистическим ландшафтом. Территориально подчинена королевству Gran Callahach.
- Hightower — башня Sanwe и прилегающие к ней горы, закрыта непроницаемым магическим барьером (однако, главный герой может свободно проходить за этот барьер и обратно). Регион населяют люди-птицы shak,
- Spiritual Plane — нематериальный мир, населённый ифритами и душами людей. Перемещаться туда (и взять с собой главного героя) могут Soptus Ecliptus. Отличается сюрреалистическим, «нереальным» ландшафтом, представляет собой острова материи, парящие в бескрайнем пространстве.

## Проблема расизма
В игре ярко обозначена проблема предубеждений и ксенофобии, неприязнь к shapechangers обычных людей, считающих всех представителей этой расы ворами, убийцами и шпионами. На границе между королевством людей и Slathan ni Patan расположен блок-пост, стражники которого никого не впускают и никого не выпускают из этой страны. После того, как выясняется истинная расовая принадлежность главного героя, он сможет в полной мере ощутить на себе предубеждения и ксенофобию, которые, «являясь» King Callash он мог наблюдать только со стороны.

## Игра «The Desert Sands»
В игре также есть основанная на случайности встроенная мини-игра The Desert Sands. Для того, чтобы получить полезные в дальнейшем путешествии вещи от Халифа Soptus Ecliptus, у него их необходимо выиграть — такова традиция народа Soptus Ecliptus. Однако, Халиф не считает количество поражений игрока, и для получения необходимых вещей достаточно просто выиграть определённое количество раз.

### Правила игры «The Desert Sands»
В мешочке находятся разноцветные камни, по 12 штук каждого вида. Из мешочка случайным образом достаётся один из камней. Играющий должен угадать цвет выпавшего камня. Камни не восполняются до следующей партии, поэтому запоминая выбывшие камни можно с определённой степенью вероятности угадывать цвет следующего камня. Подсчёт очков зависит от выбранного цвета, и подчиняется следующим правилам:
- Красный — при выпадении камня красного, жёлтого или зелёного цвета, предсказывающий получает 1 очко. При выпадении сиреневого камня ход переходит к противнику.
- Жёлтый — при выпадении камня жёлтого или зелёного цвета, предсказывающий получает 2 очка. При выпадении камней красного или сиреневого цвета ход переходит к противнику.
- Зелёный — при выпадении камня зелёного цвета, предсказывающий получает 5 очков, при выпадении камня любого другого цвета, ход переходит к противнику.
- Сиреневый — при выпадении камня сиреневого цвета, предсказывающий получает 12 очков, при выпадении камня любого другого цвета, ход переходит к противнику и противник получает 2 очка.

Игра ведётся до 16 очков, но победить за счёт ошибки противника нельзя. Победа засчитывается только после удачного предсказания. Выиграть в эту игру достаточно просто, потому что Халиф предсказывает камни случайным образом, не придерживаясь никакой стратегии.

## Интерфейс
Управление игрой осуществляется мышью или с клавиатуры. В случае отсутствия мыши, возможно перемещение указателя при помощи клавиатуры. В игре используется список глаголов, действие формируется из глагола и предмета/персонажа, к которому применяется глагол. Объекты воздействия или предметы выбираются мышью на экране или в инвентаре.
- Look — прочитать описание чего-либо.
- Talk to — поговорить с кем-либо.
- Take — взять что-либо.
- Give — дать кому-либо предмет из инвентаря.
- Push — толкнуть что-либо.
- Pull — потянуть что-либо на себя.
- Open — открыть что-либо.
- Close — закрыть что-либо.
- Put — положить предмет из инвентаря в указанное место.
- Throw — кинуть предмет из инвентаря в указанное место.

## Запуск на современных компьютерах
Игра без ошибок запускается в программе-эмуляторе DOSBox, рекомендуется установить значение CPU cycles в 10000.